# 虐待
虐待是某人對其他人或動物在心理或身體上造成傷害的行為活動。在現代文明社會，各國就法理上對虐待行為的定義有不同。一般而言，虐待是一種犯罪行為，可被法律起訴，並要受到相關懲罰。

## 分類及部份事件

### 虐待動物
- 2015年12月28日，台灣台北市大安區溫州街停車場的流浪貓大橘子被虐待致死，事件兇嫌為澳門籍前台灣大學僑生陳皓揚，2016年8月2日陳皓揚再度虐殺台北市文山區某蔬食餐廳的店貓「斑斑」，還將遺體載往新店溪棄屍，4天後向警方投案。[2]

- 2016年12月16日，中國大陸有不法集團在荒山野嶺設置高達一萬伏特的電網獵捕野生動物，受到《東方日報》報導。[3]

- 2017年1月，美國虐狗慣犯Julie Bernet因違反假釋條件被捕，當時發現在她的車尾箱中有一隻狗在零下低溫中顫抖，同時在Bernet在密蘇里州奧扎克的物業中發現14隻動物，當中包括11隻狗、2匹馬及1隻山羊，14隻動物被發現時，牠們處於骯髒環境中，到處都有糞便，尿和垃圾。小狗不僅營養不良，身上更長蟲。由於環境氣溫低於零度，水已被凍結，冰塊上發現血跡。[4]

- 2018年11月1日，兩岸三地中文媒體報導指出中國大陸再次發生虐待寵物事件。《星島日報》提及有中國大陸黑心商人將活龜塗滿工業用油性顏料，而香港旺角金魚街一帶亦有相關的「油漆龜」出售。香港愛護動物協會呼籲市民請勿購買及支持虐畜。[5]在香港，如果有人觸犯了《防止殘酷對待動物條例》，一經循簡易程序定罪，可處罰款20萬港元及監禁3年。[6]

- 2021年9月，丹麥法羅群島舉辦傳統狩獵活動「Grindadráp」，一星期之內有1428隻鯨豚遭到獵殺。「Grindadráp」最早明文記載於1584年，通常在夏季舉辦，參與這項活動的人們會自備船艇與魚叉，聯合出航將外海的鯨豚圍趕至近岸邊的淺水區，當這些鯨豚擱淺時，他們會用繩子將它們綁上岸，然後再將其宰殺。而自從魚叉與長矛於1985年因動物虐待的指控而遭禁以後，漁民們開始改用刀子跟其他尖銳武器來參與這項傳統活動。[7]

### 虐待兒童
- 2017年11月，中國大陸教育機構紅黃藍教育(RYB Education)運營的北京紅黃藍幼稚園被媒體發現虐待小童事件。教師長期毆打及虐待其任教的小朋友。[8]涉事教職員甚至對該班小孩作出刑事恐嚇及意圖侵犯私隱權的行為，她說：「我有一個長長的望遠鏡，一直能伸到你的家裡，你做什麼說什麼我都能知道...」[9]

- 2018年9月7日《香港01》報導，社會福利署發表2017年度虐兒個案統計報告。報告顯示香港當年新增947宗虐兒個案，四成是身體虐待，而性侵犯超過三成；報告又指有關疏忽照顧與性侵犯個案均持續上升，而施虐者多為受害者的父母雙親。[10]
- 2020年10月13日，韓國16個月大女童正仁遭養父母虐待致死，死者生前腹部曾被重擊，導致腸胃破裂、頭蓋骨、肋骨、鎖骨及腿骨都骨折，胰臟嚴重受損，有內出血的情況。[11]
- 2021年8月31日，日本大阪一名男子松原拓海將家中浴室將年僅3歲的男童浸泡在高溫熱水內接近5分鐘，導致幼童皮膚大面積灼傷，最後遭活活燙死。日本警方於9月23日逮捕嫌犯。[12]

### 性虐待
- 2018年4月有報導指，曾演出电视影集《超人前传》（Smallville）的美国女星艾莉森麦克涉嫌替邪教组织NXIVM领袖雷尼尔物色性爱奴隸。[13]

- 2018年8月19日伊斯兰国傳出性醜聞。一名伊拉克亞茲迪族（Yazidi）的少女，在15歲時被ISIS擄走作性奴販售。她成功逃脫後以難民身份移居德國。豈料她在德國重遇當年曾虐待她的武裝分子，惟該男子屬難民身份，警方無力介入。[14]

- 2018年10月31日，國際組織「人權觀察」（HRW）發表針對朝鮮民主主義人民共和國的調查報告。該團體指控北韓政府利用權勢控制女性，大量婦女淪為官員的性奴隸。性暴力和性騷擾由生活常態惡化到軍隊及監獄，而政府機關和公共場所普遍存在對女性的性別歧視。另外，「歡樂組」的存在就是一個國際的爭議性話題。[15]

## 延伸閱讀
- Lynne D Finney/著、陳綺文/譯，《抓住彩虹(性虐待倖存者的進階治療)》，桂冠圖書股份有限公司，2003/06/17，繁體中文，ISBN 9577304230。
- 七尾与史/著、陳梵帆/譯，《虐待狂刑警蝴蝶效應殺人事件》，尖端出版，2013/06/11，繁體中文，ISBN 9789571052151。
- 瑪麗法蘭絲．伊里戈揚/著、顧淑馨/譯，《冷暴力》，商周出版，2015/05/30，繁體中文，ISBN 9789862728161。

## 外部連結
- 中的“虐待”
- .   [2016-08-19]. （原始内容存档于2010-09-04）.